# 고진하
고진하(1953년-)는 대한민국의 감리교회 목회자이자 작가이다.

## 경력
1953년 강원도 영월에서 태어나 감리교신학대학교와 신학대학원을 졸업했다. 1987년 ‘세계의 문학’으로 등단했으며, 1997년 김달진 문학상을 받았다. 강원도 원주에 있는 치악산 자락에서 모월산인(母月山人)이라는 아호로 글을 쓰면서 숭실대 문예창작과에서 겸임교수로 학생들을 가르치고 있으며, 한살림 교회를 섬기고 있다. 영성가인 고진하 목사는 《기독교 사상》에 독일의 영성가 마이스터 에크하르트의 글을 인용하고 주석을 단 글을 연재하였다. 

## 글 모음
고진하 목사의 글 모음으로는 시집《지금 남은 자들의 골짜기엔》,《프란체스코의 새들》,《우주배꼽》」,《얼음수도원》,《수탉》, 산문집 《나무신부님과 누에성자》,《목사 고진하의 몸 이야기》, 동화 《꼬마예수》가 있다.

## 사상
성서와 더불어 불교, 노자, 인도 고전 우파니샤드를 탐구하여 열린 기독교 신앙을 지향하는 진보적인 기독교 사상가이다.

## 방송
- 인간극장 〈흔하고 귀하게, 잡초처럼〉 편 (KBS 1TV)